# Península de Gal·lípoli
La península de Gal·lípoli (turc: Gelibolu Yarımadası; grec: Χερσόνησος της Καλλίπολης, Khersónissos tis Kalípolis; en català medieval, Gal·lípol), a l'antiguitat anomenada Quersonès Traci (grec antic: Θρακικὴ Χερσόνησος, llatí: Chersonesus Thracica), és una petita península de Turquia. És el darrer extrem del continent europeu, i forma el litoral septentrional de l'estret dels Dardanels. La cara nord de la península mira a la mar Egea, i la cara sud a la Mar de Màrmara. La ciutat més gran que hi ha a la península és Gal·lípoli, que dona nom a la península. Del punt més occidental de la península es pot veure l'illa d'Imbros (en turc Gökçeada).

## Història
A l'època clàssica era coneguda amb el nom de Quersonès Traci (grec antic: Θρακικὴ Χερσόνησος, llatí: Chersonesus Thracica), que significa 'península de Tràcia'. Habitada originàriament per tracis, posteriorment la van colonitzar els grecs, especialment atenesos en un període molt primerenc, segons diu Heròdot.
Durant les guerres mèdiques la van ocupar els perses, i, quan van ser expulsats la governava primer Esparta i després Atenes, fins que Alexandre el Gran l'any 334 aC la va utilitzar com a punt de partida de la seva campanya per l'Àsia, en què creuà l'estret dels Dardanels amb un exèrcit de 30.000 soldats d'infanteria i 5.000 homes a cavall. Després va ser objecte de moltes disputes entre els diàdocs, els generals d'Alexandre. Els romans la van conquerir finalment en la guerra contra el selèucida Antíoc III. Les principals ciutats eren, de nord a sud: Càrdia, Cal·lípolis, Alopeconès, Sestos, Màditos i Eleünt.
Així mateix, va ser la base d'operacions de la Companyia Catalana d'Orient durant la guerra de la Venjança Catalana, després que els romans d'Orient assassinessin Roger de Flor. El 1305 tengué lloc el Setge de Gal·lípoli, en el qual la Companyia Catalana prengué la ciutat de Gal·lípoli. Posteriorment va servir de pas, però en sentit contrari, perquè els otomans emprenguessin la invasió d'Europa.
A la conquesta otomana de la península de Gal·lípoli (1354), seguí la conquesta de Tràcia i, un segle després, la caiguda de Constantinoble. Així mateix, durant la Primera Guerra Mundial, hi ocorregué la batalla de Gal·lípoli (1915). La invasió de les forces de la Triple Entente va fracassar i es van haver de retirar.